# Geste des Danois
La Geste des Danois (en latin : Gesta Danorum ou Historia Danica) est une œuvre de l'historien médiéval Saxo Grammaticus, rédigée vers l’an 1200 au monastère de Sorø. Il s’agit du premier livre danois et il a exercé une grande influence dans l’historiographie et la littérature danoises. Écrit majeur réputé internationalement, c’est aujourd’hui un chef-d’œuvre de la littérature médiévale et une référence en la matière. Il constitue également un témoignage majeur concernant la mythologie nordique.

## Contenu

### L’époque et les lieux
Saxo avait entretenu des liens étroits avec les plus influents personnages politiques de son temps. La Gesta Danorum décrit et reflète une des grandes périodes de l'histoire de la Scandinavie au Moyen Âge.
La Gesta Danorum est un récit du Danemark lors de sa période d'expansion et de la vie politique européenne. Elle décrit le Danemark, les régions voisines scandinaves, baltes, anglaises et européennes.

### Sujet et thème

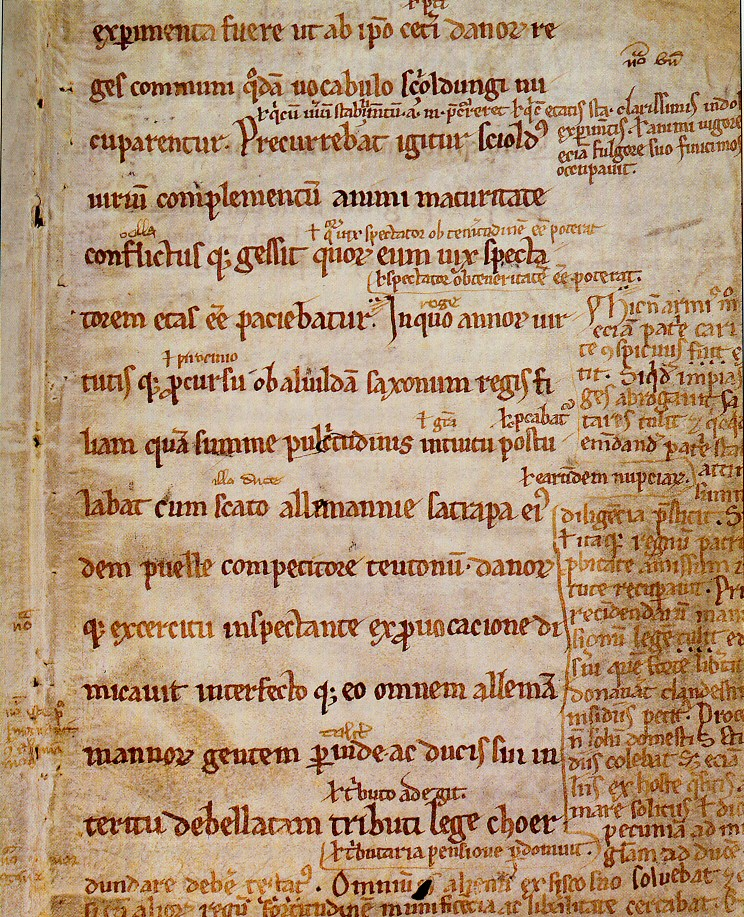
Page originale du parchemin de la Gesta Danorum de Saxo Grammaticus, première page des Fragments d'Angers, conservé à la bibliothèque royale de Copenhague (extrait de l’ouvrage de Helle Stangerup paru en 2004).

La Gesta Danorum est un récit, pour l'essentiel, de l'histoire des Danois, depuis les origines jusqu'à l'époque où vécut Saxo. Elle est l'une des plus anciennes et des plus importantes œuvres littéraires danoises : il convient de préciser qu'elle a joué, et joue encore à l'heure actuelle, un rôle déterminant dans la constitution du ciment identitaire national danois. Elle a également contribué à marquer et mythifier l’identité danoise depuis la Renaissance, période où l'œuvre (préparée par le savant danois Christiern Pedersen) fut imprimée pour la première fois à Paris, en 1514, jusqu’à la fin du XIXe siècle.
Composé de seize livres inégaux, le Gesta Danorum mêle récits mythologiques et faits historiques. Les huit premiers livres couvrent l’histoire légendaire des rois Danois, incluant dieux, géants et figures héroïques antérieures ou contemporaines à l’ère chrétienne. Ces parties présentent des analogies avec les œuvres de Snorri Sturluson. Les livres 9 à 12 relatent la christianisation du Danemark et l’élévation de Lund au rang de métropole ecclésiastique, tandis que les quatre derniers traitent d’événements contemporains à Saxo, jusqu’en 1187.
La méthode de Saxo repose sur une combinaison de sources orales islandaises, de textes anciens, d’inscriptions runiques et de témoignages contemporains. Son œuvre vise à glorifier l’histoire du royaume danois dans une perspective héroïque et chrétienne, en réponse aux ambitions ecclésiastiques de son mécène. Malgré les éléments mythiques et l’orientation idéologique du texte, le Gesta Danorum constitue un jalon essentiel de l’historiographie scandinave et une source précieuse pour l’étude de la réception médiévale du passé viking.
L’œuvre est probablement à l'origine d’Hamlet, l'une des plus célèbres tragédies de William Shakespeare. Elle est également à l'origine du film The Northman (2022) réalisé par Robert Eggers.

## Datation
Le travail entrepris sous l'impulsion de l'archevêque Absalon vers les années 1180-1190 ne prend fin pour les dernières révisions que dans les années 1210-1220. Son ambition annoncée est de doter le Danemark d'une véritable histoire nationale et ainsi de souligner l'indépendance du royaume vis-à-vis de l'Empire.

## La forme et le style
La Gesta Danorum est écrite en prose et en vers latins. Saxo traduit des poésies tirées de sources anciennes et authentiques. Elles sont récentes mais postérieures à sa vie. Ainsi, il s'agit d'un récit historique parsemé de poèmes, dont certains s'inspirent essentiellement d'œuvres islandaises. Inspiré de modèles classiques, Saxo s'exprime dans un latin d'une qualité exceptionnelle et extrêmement raffiné pour l'époque.[réf. nécessaire]

## Réception

### Réception historique
Avec la publication de 1514, le livre connut rapidement une grande fortune auprès des lettrés européens. Si la seconde partie de l'ouvrage fut étudiée avec zèle par les historiens suédois et danois, ce sont les neuf premiers livres contenant la partie légendaire qui ont suscité l'intérêt le plus grand et qui ont été le plus souvent traduits. Tout chrétien qu'il est, Saxo Grammaticus, a en effet, une réelle inclination pour les légendes héroïques du paganisme scandinave qu'il retranscrit et qu'il sauve en partie de l'oubli. 

### Fiabilité du récit et mythologie nordique
Aujourd'hui, l'œuvre est remise en question, notamment par ses aspects partisans et ses omissions historiques. Les écrits sur la vie aristocratico-militaire du livre ne sont plus considérés actuellement comme des sources historiques fiables mais restent malgré tout des références sur le plan du style littéraire.
Si de nombreux aspects « historiques » ont été contestés, en revanche, la Geste des Danois est étudiée depuis de longues années, notamment dans les travaux de Georges Dumézil et de ses successeurs comme une source d'information majeure concernant la mythologie nordique. Dumézil a non seulement montré que la biographie du héros Hadingus a été « fabriquée » à partir de la mythologie du dieu Njörd, mais, de manière plus générale, que Saxo Grammaticus a calqué consciemment le récit mythologique dans son histoire des Danois.
Ainsi, le comparatiste a démontré que l'affrontement eschatologique entre dieux et géants qui s'entretuent connu sous le nom de « Crépuscule des dieux » a été transposé dans la bataille de Bravellir du livre VIII des Gesta Danorum. Dumézil a également mis en évidence l'étroite parenté du récit avec l'épopée sanskrite de la mythologie hindoue, le Mahabharata.

## Traduction
- Traduction française : La Geste des Danois (Gesta Danorum Livres I à IX) par Jean-Pierre Troadec présenté par François-Xavier Dillmann ; collection L'Aube des peuples, Gallimard, Paris (1995)  (ISBN 2070729036)